# American Record Company

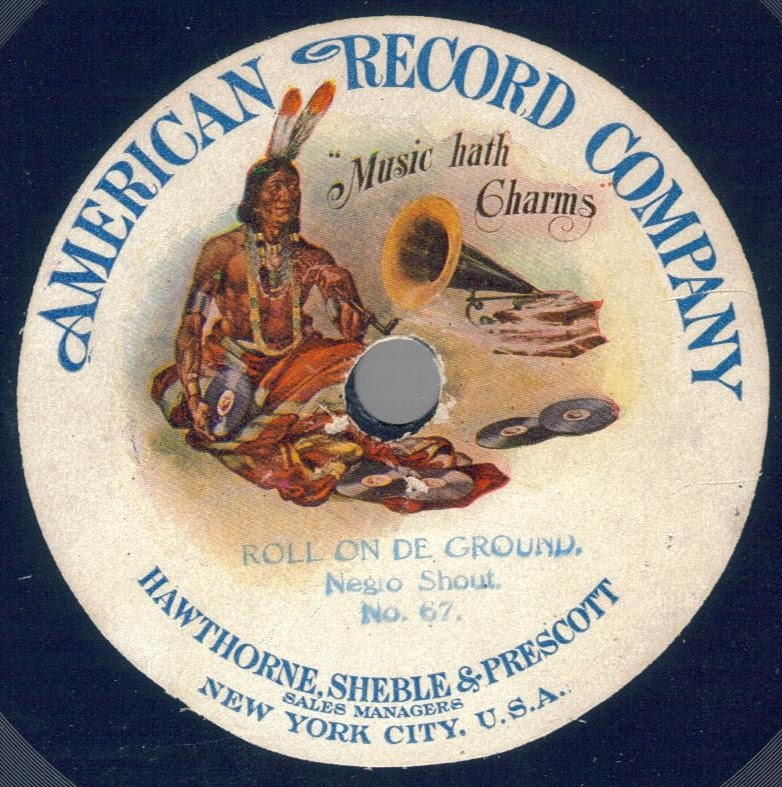
Roll on the Ground, betitelt als „Negro Shout“

American Record Company war ein Musiklabel aus Springfield, Massachusetts in den Vereinigten Staaten, welches im Jahre 1904 von Ellsworth Hawthorne, Horace Sheble sowie John Prescott gegründet wurde und nur wenige Jahre später, aufgrund von verlorenen Rechtsstreitigkeiten mit Columbia Records, 1907 seine Auflösung fand. 
Hiernach gründeten Ellsworth Hawthorne und Horace Sheble, ohne John Prescott, das Label unter der Schirmherrschaft der Hawthorne and Sheble Manufacturing Co., mit Namen Star Record, kurz Star, neu.

## Musikschaffende (Auswahl)
Henry Burr, Arthur Collins, Collins and Harlan, Billy Golden, Byron G. Harlan, Billy Heins, Anna Held, Invincible Quartette, Ada Jones, Giuseppe Li Puma, Charles P. Lowe, Billy Murray, J.W. Myers, Vess L. Ossman, Steve Porter, Dan W. Quinn, Regimental Band of the Republic, Royal Hawaiian Troubadours, Len Spencer, Frank C. Stanley, Harry Tally, George P. Watson.